# 対応定理
数学の群論における対応定理（たいおうていり、英: correspondence theorem, 独: Korrespondenzsatz）は正規部分群 {\displaystyle N\trianglelefteq G} による商群 G/N の部分群がちょうど群 G の N を含む部分群と対応していることを述べている。対応定理という名前は他の代数的構造に対する類似の関係にも用いられることもある。束定理 (lattice theorem) または第四同型定理ともいう。

## 群論における対応定理
核 N をもつ全射群準同型写像 φ: G → H を考える。このとき対応
{\displaystyle U\mapsto \varphi (U)}
は N を含む G の部分群と H の部分群との間の全単射である。対応
{\displaystyle V\mapsto \varphi ^{-1}(V)}
はその逆写像である。このとき正規部分群は正規部分群に（いずれの方向にも）対応する。
この主張を G/N ≅ H の場合に特殊化することで G/N の（正規）部分群は N ≤ U ≤ G を満たす（正規）部分群 U を用いて U/N と表されるものにちょうど一致することがわかる。この対応は単調である——つまり部分群 N ≤ U1, U2 ≤ G に対して U1 ≤ U2 となるのは U1/N ≤ U2/N となるとき、かつ、そのときに限る。
もし G/N が単純群ならば正規部分群 N は正規部分群のなかで極大である。

## 環論における対応定理
R を単位元を含む環とし、I ⊆ R を（両側）イデアルとする。このとき対応
{\displaystyle J\mapsto J/I}
は I を含む R の左イデアルと R/I の左イデアルとの間の全単射である。この対応は単調である——つまり左イデアル I ⊆ J1, J2 ⊆ R に対して J1 ⊆ J2 となるのは J1/I ⊆ J2/I となるとき、かつ、そのときに限る。

## 加群論における対応定理
M を左 R 加群、 N ⊆ M をその部分加群とする。このとき対応
{\displaystyle V\mapsto V/N}
は N を含む M の部分加群と M/N の部分加群との間の全単射である。この対応は単調である——つまり部分加群 N ⊆ V1, V2 ⊆ M に対して V1 ⊆ V2 となるのは V1/N ⊆ V2/N となるとき、かつ、そのときに限る。